# C. K. McClatchy High School
La C. K. McClatchy High School est une high school américaine à Sacramento, en Californie. Construit en 1937, le bâtiment qui l'accueille est inscrit au Registre national des lieux historiques depuis le 2 novembre 2001.